# Gens Curia

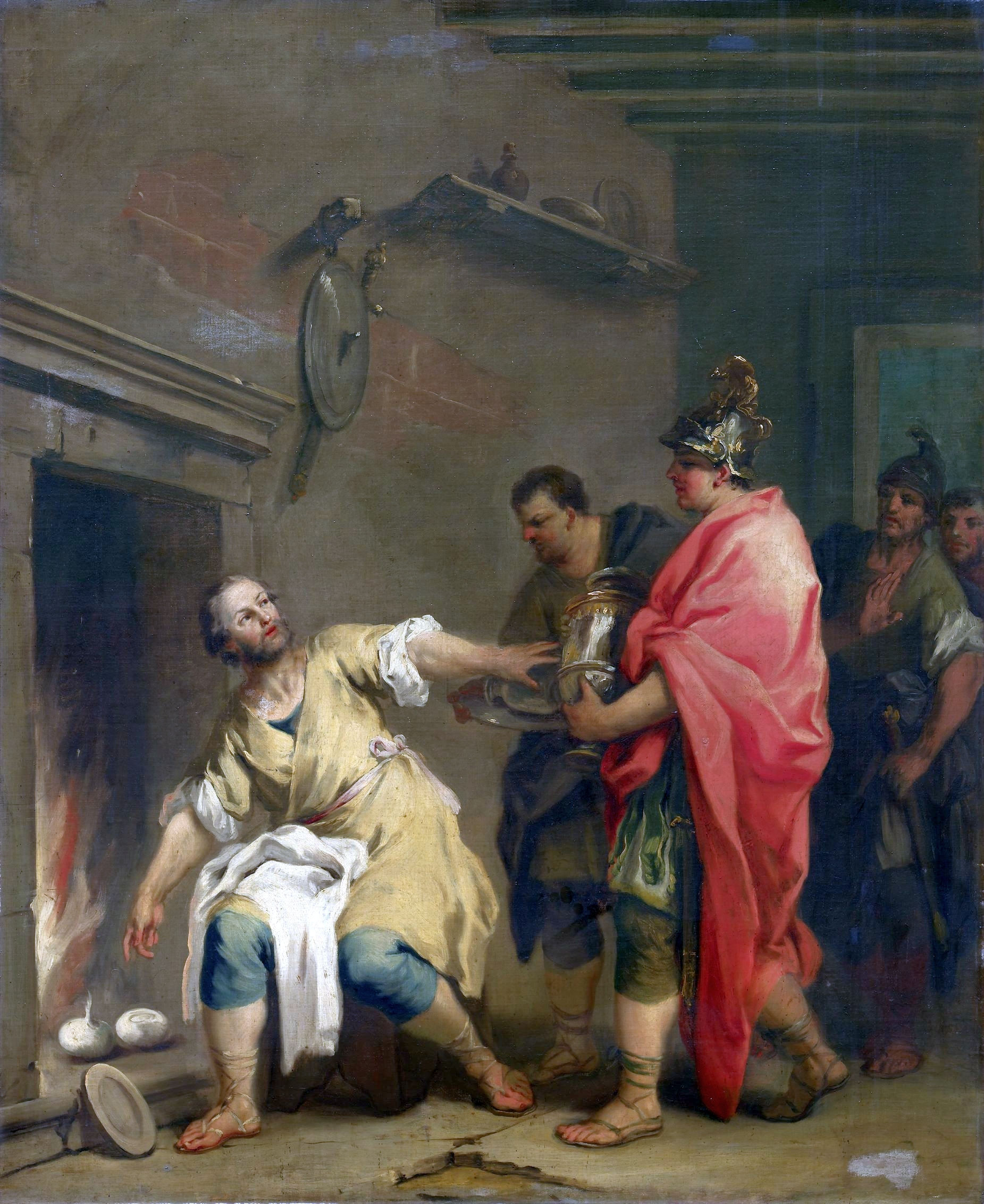
Cuadro del de Mario Curio Dentato

La gens Curia fue una familia de plebeyos de la Antigua Roma. Los primeros miembros mencionados de esta gens aparecen a principios del siglo III a. C., cuando la familia se hizo célebre por Manio Curio Dentato.

## Praenomina Utilizados
El praenomen más estrechamente asociado con los Curii es Manius.  Aun así, otros miembros del gens llevaron los nombres Gaius y Quintus. Es incierto si el nombre Vibius, perteneciente a Vibius Curius, general de César , era su praenomen, o si era un miembro de la gens Vibia.

## Ramas y cognomina
El único cognomen que aparece en la gens es Dentatus, que significa "dentado". Originalmente puede haberse referido a alguien con dientes grandes o prominentes, pero se dice que Manio Curio Dentato derivó su cognomen de la circunstancia de haber nacido con dientes en la boca.